# Pro Bowl de Trinidad y Tobago
El Pro Bowl de Trinidad y Tobago, llamado Digicel Pro Bowl por razones de patrocinio, es un torneo de fútbol a nivel de clubes que se juega en Trinidad y Tobago desde el año 2004 en el cual participan los equipos de la TT Pro League.

## Historia
Fue fundado en el año 2004 y el torneo se juega en el mes de mayo al terminar la temporada de la TT Pro League y el ganador del torneo gana un premio de $100,000 y desde el año 2012 el ganador del torneo juega la Charity Shield de Trinidad y Tobago ante el campeón de la TT Pro League.

## Formato
El torneo se divide en tres rondas de eliminación directa a partido único, aunque desde el año 2006 con la expansión de la TT Pro League se añadió una fase preliminar.
Las series se juegan a partido único y en caso de terminar en empate al final de los 90 minutos reglamentarios, se lanzarán penales para definir al ganador. No se juegan tiempos extra.

## Patrocinador
| Periodo   | Patrocinio           | Nombre           |
| --------- | -------------------- | ---------------- |
| 2004–2005 | No main patrocinador | Pro Bowl         |
| 2006–2008 | Courts (muebles)     | Courts Pro Bowl  |
| 2009–2014 | Digicel (telefonía)  | Digicel Pro Bowl |

## Ediciones anteriores
| Llave | Llave               |
| ----- | ------------------- |
| †     | Decidido en penales |

### Resultados
| Temporada | Campeón               | Resultado | Finalista         | Sede                    |
| --------- | --------------------- | --------- | ----------------- | ----------------------- |
| 2004      | W Connection          | † 2–2 †   | San Juan Jabloteh |                         |
| 2005      | San Juan Jabloteh     | 1–0       | W Connection      | Manny Ramjohn Stadium   |
| 2006      | San Juan Jabloteh (2) | † 0–0 †   | W Connection      | Manny Ramjohn Stadium   |
| 2007      | W Connection (2)      | † 2–2 †   | Superstar Rangers | Manny Ramjohn Stadium   |
| 2008      | Caledonia AIA         | 2–0       | Defence Force     | Manny Ramjohn Stadium   |
| 2009      | Joe Public            | † 1–1 †   | Caledonia AIA     | Hasely Crawford Stadium |
| 2011      | Joe Public (2)        | 1–0       | W Connection      | Marvin Lee Stadium      |
| 2012      | Defence Force         | 5–2       | Caledonia AIA     | Hasely Crawford Stadium |
| 2013      | W Connection (3)      | † 0–0 †   | North East Stars  | Hasely Crawford Stadium |
| 2014      | W Connection (4)      | 3–0       | Police            | Hasely Crawford Stadium |
| 2015      | Central               | 4–1       | Caledonia AIA     | Hasely Crawford Stadium |
| 2016      | Defence Force         | 2-1       | W Connection      | Hasely Crawford Stadium |
| 2017      | Defence Force         | † † 2–2   | Central           | Hasely Crawford Stadium |

## Títulos por Equipo
| Club              | Títulos | Último Título | Finalista | Última Final Perdida |
| ----------------- | ------- | ------------- | --------- | -------------------- |
| W Connection      | 4       | 2014          | 4         | 2016                 |
| Defence Force     | 3       | 2017          | 1         | 2008                 |
| San Juan Jabloteh | 2       | 2006          | 1         | 2004                 |
| Joe Public        | 2       | 2011          | 0         |                      |
| Caledonia AIA     | 1       | 2008          | 3         | 2015                 |
| Central           | 1       | 2015          | 1         | 2017                 |
| North East Stars  | 0       |               | 1         | 2013                 |
| Police            | 0       |               | 1         | 2014                 |
| Superstar Rangers | 0       |               | 1         | 2007                 |